# Tarek Krohn
Tarek Krohn (* 1976) ist ein deutscher Musikwissenschaftler.

## Leben
Krohn studierte Musikwissenschaft, Psychologie und Soziologie in Kiel.
Als Herausgeber hat Tarek Krohn zahlreiche Beiträge zur Filmmusik publiziert. Er ist Kurator und Koordinator verschiedener Konzerte, Festivals und Meisterklassen zur zeitgenössischen ernsten Musik im Mittleren Osten und in Europa.
Tarek Krohn ist Mitbegründer und -herausgeber der „Kieler Beiträge zur Filmmusikforschung“. Außerdem ist er Mitherausgeber der neuen Reihe FilmMusik der edition text + kritik, deren Debütband sich dem italienischen Filmkomponisten Ennio Morricone widmet.

## Publikationen (Auswahl)
- Tarek Krohn, Willem Strank: Film und Musik als multimedialer Raum Schüren, Marburg 2012, ISBN 3-89472-767-5.
- Reihenherausgeber mit Guido Heldt, Peter Moormann und Willem Strank: FilmMusik, edition text + kritik, München, ISSN 1861-9622 (Jahresschrift; erscheint seit Frühjahr 2014).